# Audi A5
El Audi A5 es un automóvil del segmento D producido por el fabricante alemán Audi desde el año 2006. El rango del A5 comprende un cupé, un cabriolet y una versión "Sportback" (un cuatro puertas con un techo que asemeja al de un fastback con una inclinación de la ventana trasera muy pronunciada y tapa del maletero integrada) de los modelos Audi A4 sedán y familiar.
Bajo la convención de numeración de plataformas interna de Audi, el A5 es miembro de la serie de vehículos Plataforma B pues comparte su designación de plataforma con el A4 sedán y Avant. Por lo tanto, la primera generación del A5 (Tipo 8T) es miembro de la familia B8, mientras que el modelo de segunda generación (Tipo F5) está basado en el B9. Ambos derivan de la arquitectura Volkswagen MLB (bloque de construcción modular longitudinal).
Es un cuatro plazas con motor delantero longitudinal, disponible con tracción delantera y a las cuatro ruedas. El A5 fue nominado al premio Automóvil Mundial del Año 2008 y la versión S5 fue finalista del galardón Automóvil Deportivo del Año 2008.
El Audi A5 de primera generación se presentó en marzo de 2007 en el Salón del Automóvil de Ginebra. El A5 es el primer cupé de Audi del segmento D desde el Audi Cupé B3 de 1996. Después del cupé siguió un descapotable en 2009, que fue el primero desde del Audi A4 B7, y también en 2009 una variante 5-puertas llamada Sportback. La primera generación se produjo en dos lugares. Mientras que el Cupé y el Sportback, incluyendo sus modelos S/RS salieron de la línea de montaje en Ingolstadt, el Cabriolet (denominación interna 8F) se terminó en todas sus variantes en la fábrica de Neckarsulm.
La segunda generación, cuya versión cupé fue presentada en junio de 2016 y la variante Sportback en octubre de 2016, salen únicamente de la línea en Ingolstadt.

## Primera generación (2007-2016)
El A5 utiliza la plataforma modular longitudinal de Audi, la misma de la cuarta generación del Audi A4 y que utilizarán el Audi A6 de cuarta generación y el Audi A8 de tercera generación. Fue presentado oficialmente en el Salón del Automóvil de Ginebra de 2007 con carrocería cupé "A5 Cupé (8T3)" Una variante descapotable con techo de lona llamada "A5 Cabriolet (8F7)" se comenzó a vender a principios de 2009, reemplazando al A4 Cabrio. Una tercera carrocería liftback de cinco puertas, también de cuatro plazas, se presentó oficialmente en el Salón del Automóvil de Fráncfort de 2009 bajo la designación "A5 Sportback (8TA)" y se puso a la venta a fines de ese año.
Los cuatro motores gasolina tienen inyección directa: un cuatro cilindros en línea con turbocompresor de 1.8 litros de cilindrada y 170 CV de potencia máxima, un cuatro cilindros en línea turboalimentado de 2.0 litros de cilindrada y 211 CV de potencia máxima, un seis cilindros en V atmosférico de 3.2 litros y 265 CV, y un ocho cilindros en V atmosférico de 4.2 litros y 354 CV. Los diésel son un cuatro cilindros en línea de 2.0 litros y 177 CV, un seis cilindros en V de 2.7 litros y 190 CV, y un seis cilindros en V de 3.0 litros y 240 CV, los tres con inyección directa con alimentación por common-rail, turbocompresor de geometría variable e intercooler.
El 9 de mayo de 2012, Audi Argentina lanzaba al mercado argentino una actualización para el A5 Coupé. Los principales cambios son meramente estéticos. Con la actualización, adopta un motor 3.0 FSI, que se asocia a una tracción integral Quattro y caja automática S-Tronic. Mantiene el motor 2.0 TFSI de 211 cv, con caja manual, caja Multitronic o S-Tronic, tracción delantera o integral Quattro. También ofrece un 3.0 TFSI de 333 cv, caja S-Tronic y tracción integral Quattro. Por último, un 4.2 FSI de 450 CV, caja S-Tronic y tracción integral Quattro. Se destaca por su diseño y sus motorizaciones, que son cuatro en total. Lamentablemente, no se ofrecieron variantes turbodiesel, que fueron exclusivas del A4. De esta manera, el A5 Coupé se vendió en cinco versiones, con garantía de tres años o 90.000 kilómetros. 
El 9 de mayo de 2012, Audi Argentina lanzaba al mercado argentino una actualización del A5 Sportback. Los cambios principales se centran en la estética. Se ofreció con un 3.0 FSI de 272 CV, tracción Quattro y caja automática S-Tronic. Por otra parte, se ofreció un 2.0 TFSI de 211 cv, con caja manual, Multitronic o S-Tronic, tracción delantera o Quattro. Se destaca por su diseño. Lo malo es que no se ofrecieron versiones turbodiesel, que quedaron exclusivamente para el A4. El A5 Sportback 2.0 TFSi manual, que trae: seis airbags, frenos ABS, control de estabilidad, climatizador bizona, tapizado en tela, sistema Start&Stop, Audi Parking System y sistema MMI. Hay varios opcionales para todas las versiones. De esta manera, el A5 Sportback se vendió en cinco versiones, con garantía de tres años o 90.000 kilómetros.  

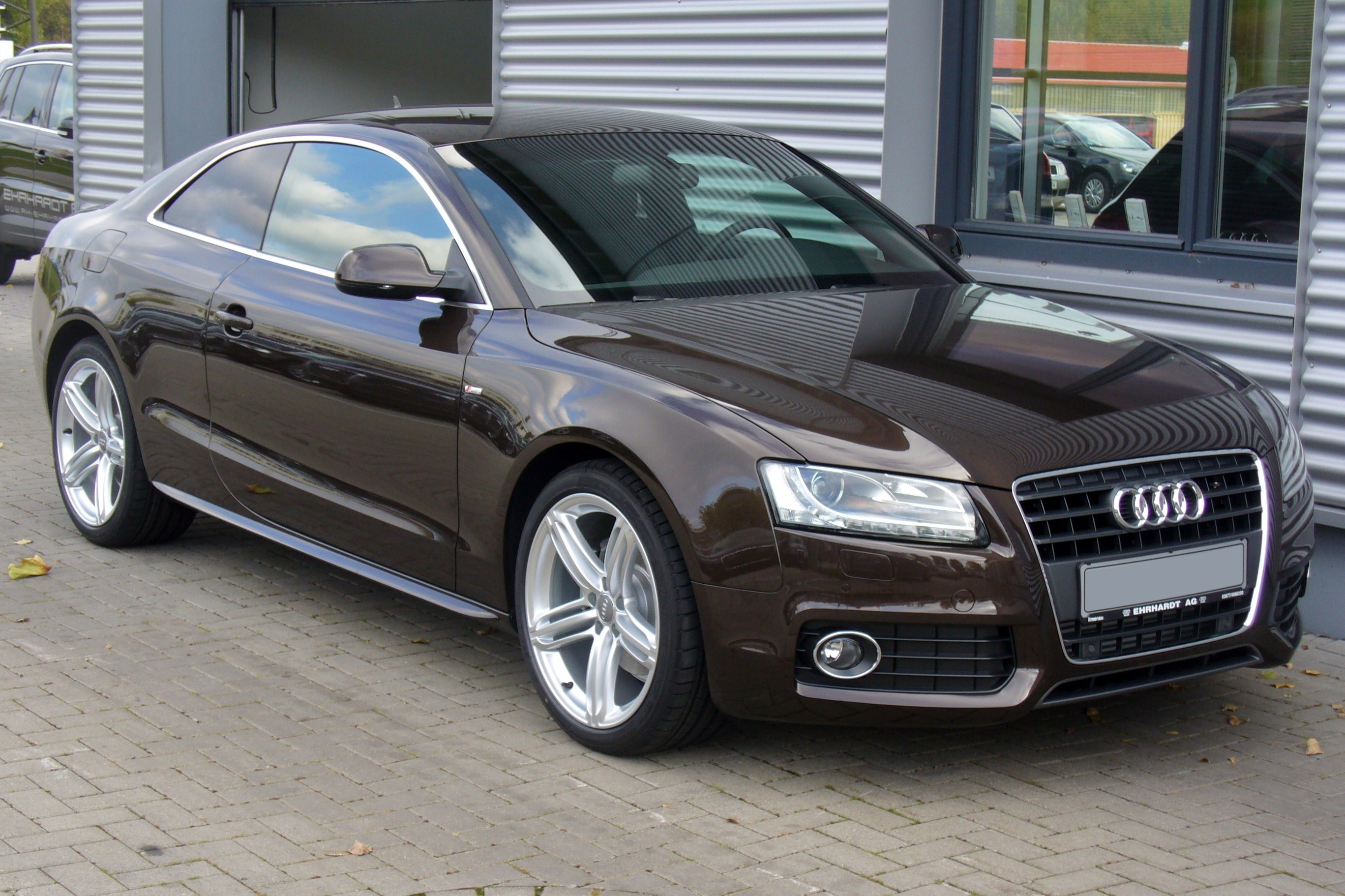
Audi A5 Cupé
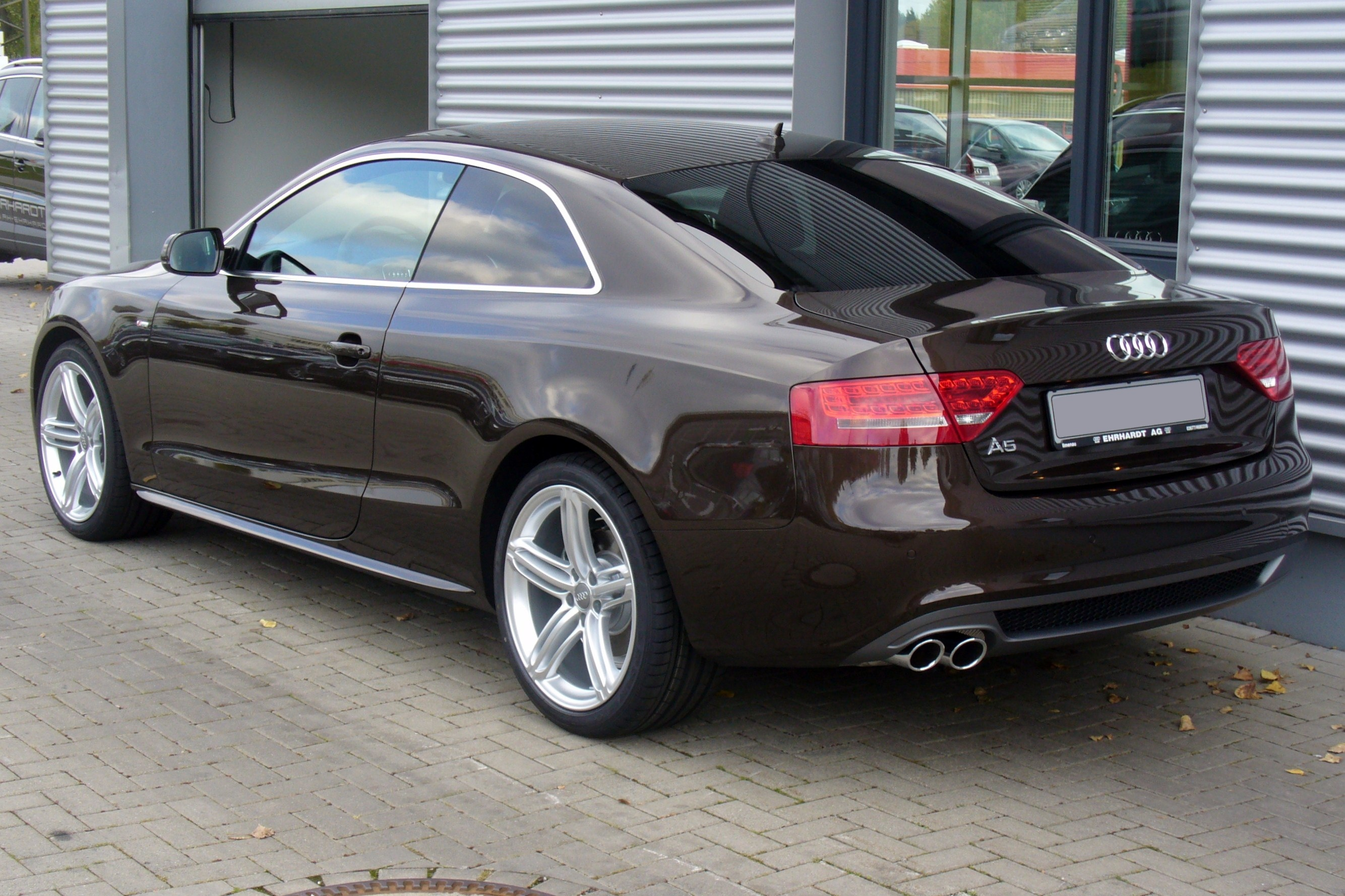
Audi A5 Cupé
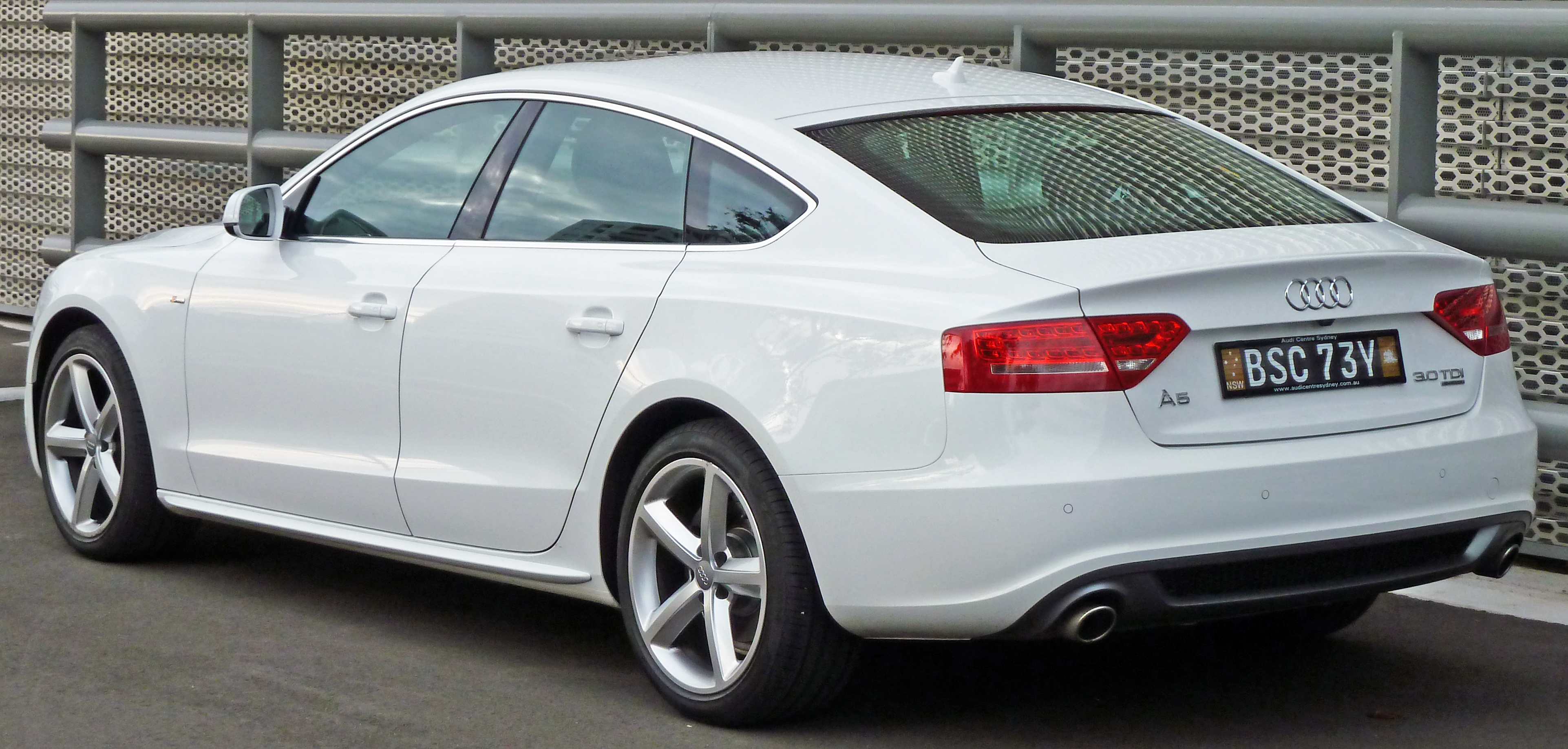
Audi A5 Sportback
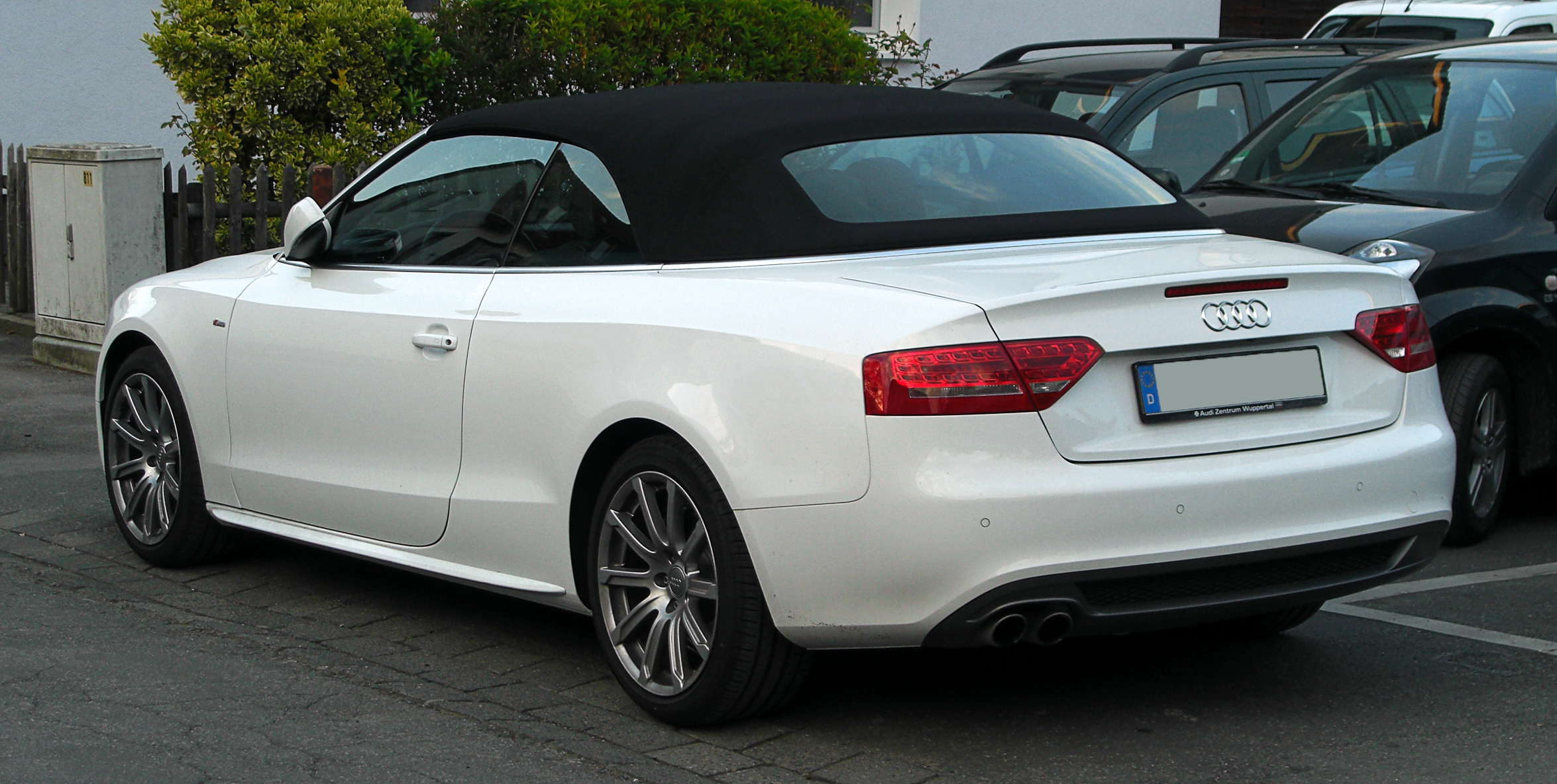
Audi A5 Cabrio
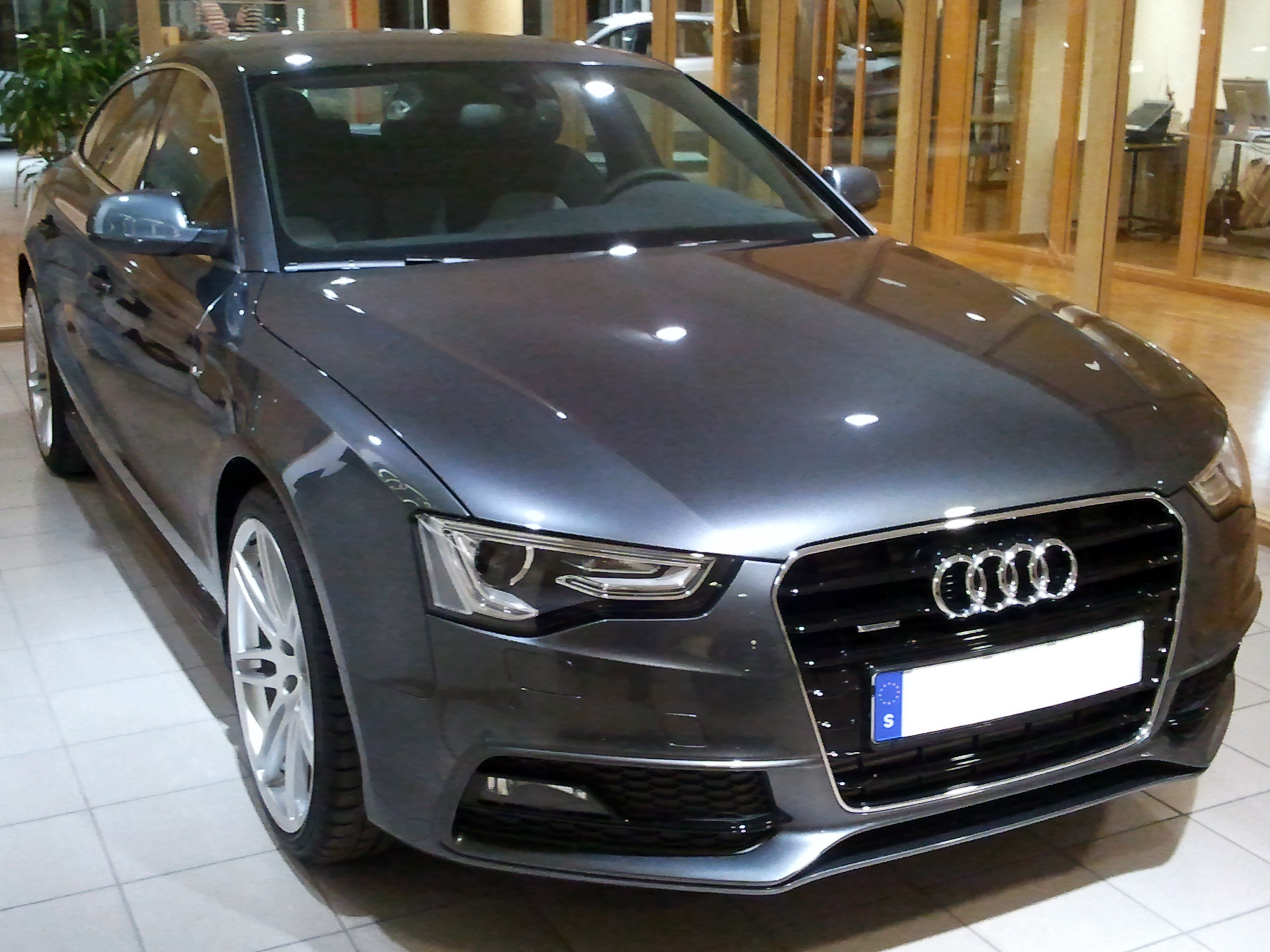
Audi A5 2012 (nuevo frontral)
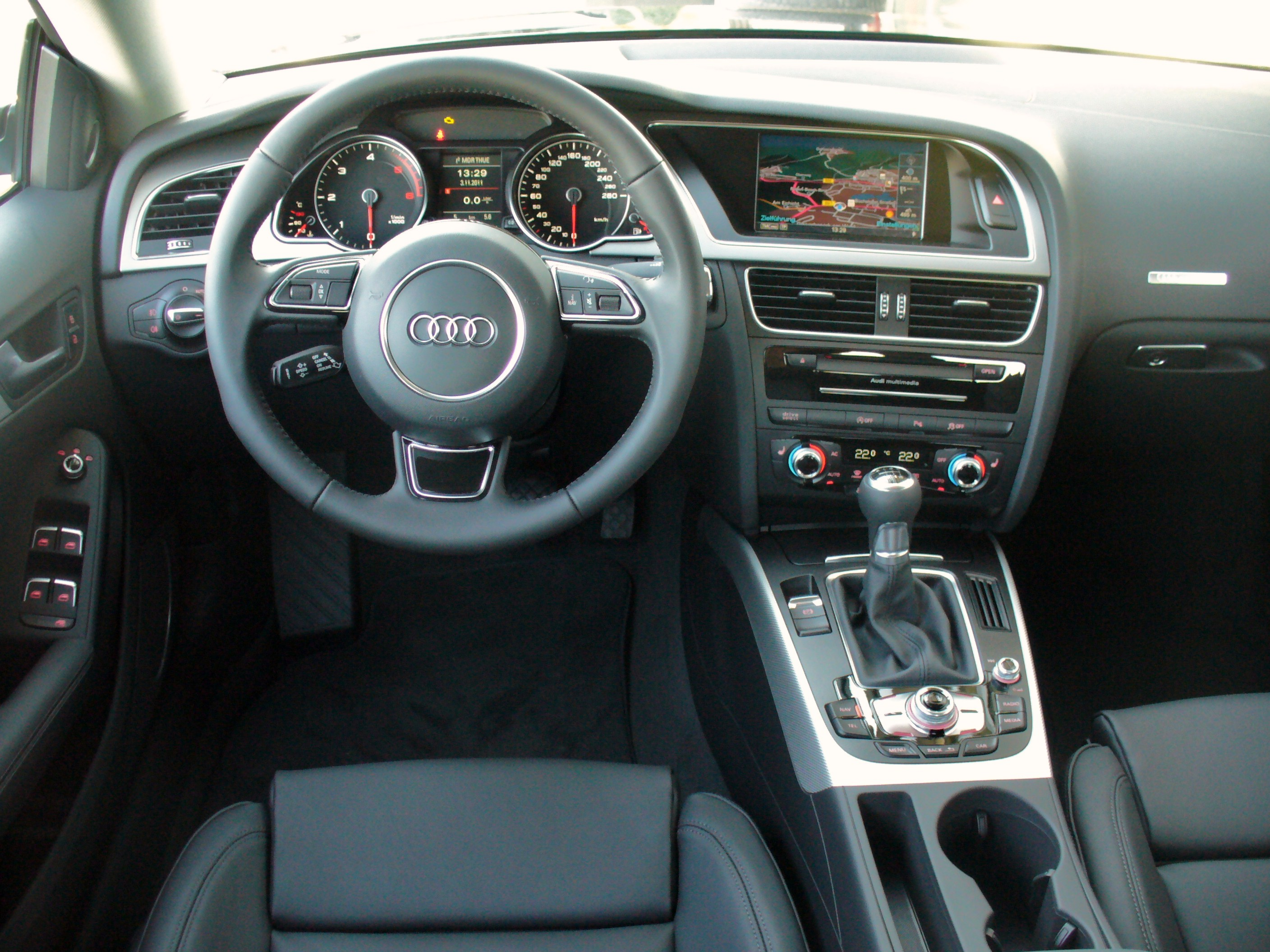
Audi A5 Interior

### El S5 (2007-2016)
La versión S5 tiene el motor V8 de 4,2 litros se vende con la denominación Audi S5 y posee equipamiento y accesorios visuales propios de la línea. Su velocidad máxima está limitada a 250 km/h. El Audi S5 Cabrio tiene un motor V6 de 3,0 litros con compresor volumétrico e inyección directa, que desarrolla 333 CV con una velocidad limitada de 250 km/h.

#### A5 Cupé Aluminum (2009)
El A5 Cupé Aluminum es un prototipo de vehículo que demuestra el concepto de Aluminum Audi Space Frame (ASF). Se basa en el Audi A5 Cupé 2.0 TFSI con 155 kW (211 PS, 208 CV) del motor, pero utiliza el Aluminum Audi Space Frame (aluminio y fibra de carbono reforzado con cuerpo de plástico) también remache sacador, unión o Laser-MIG soldadura híbrida reemplazados soldadura por puntos. El vehículo es 110 kg (243 libras) más ligero que el modelo de producción con cuerpo de acero normal. El vehículo fue construido por Aluminum de Audi y el Centro de Diseño Ligero en Neckarsulm propiamente de Audi.

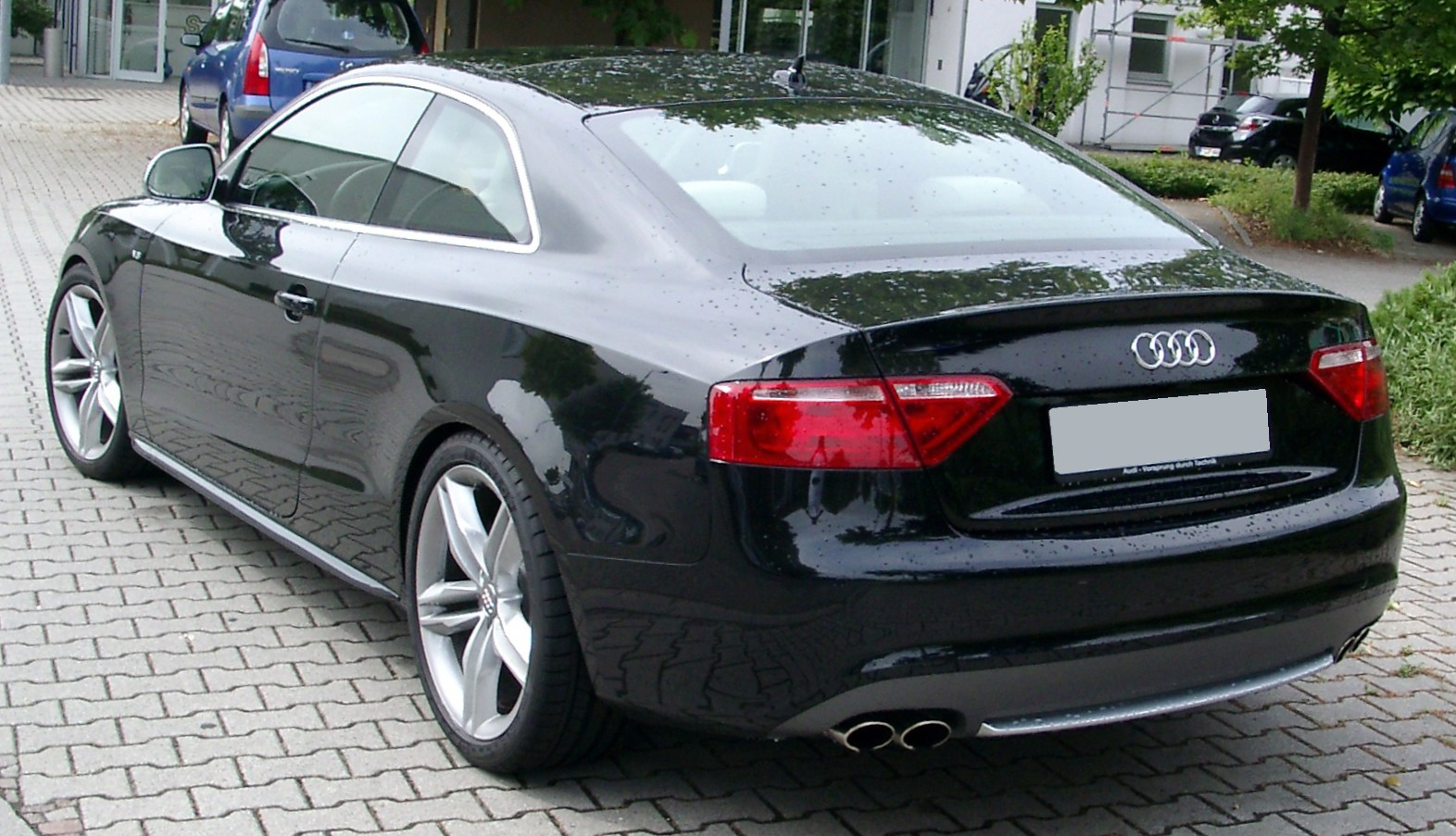
Audi S5 Cupé
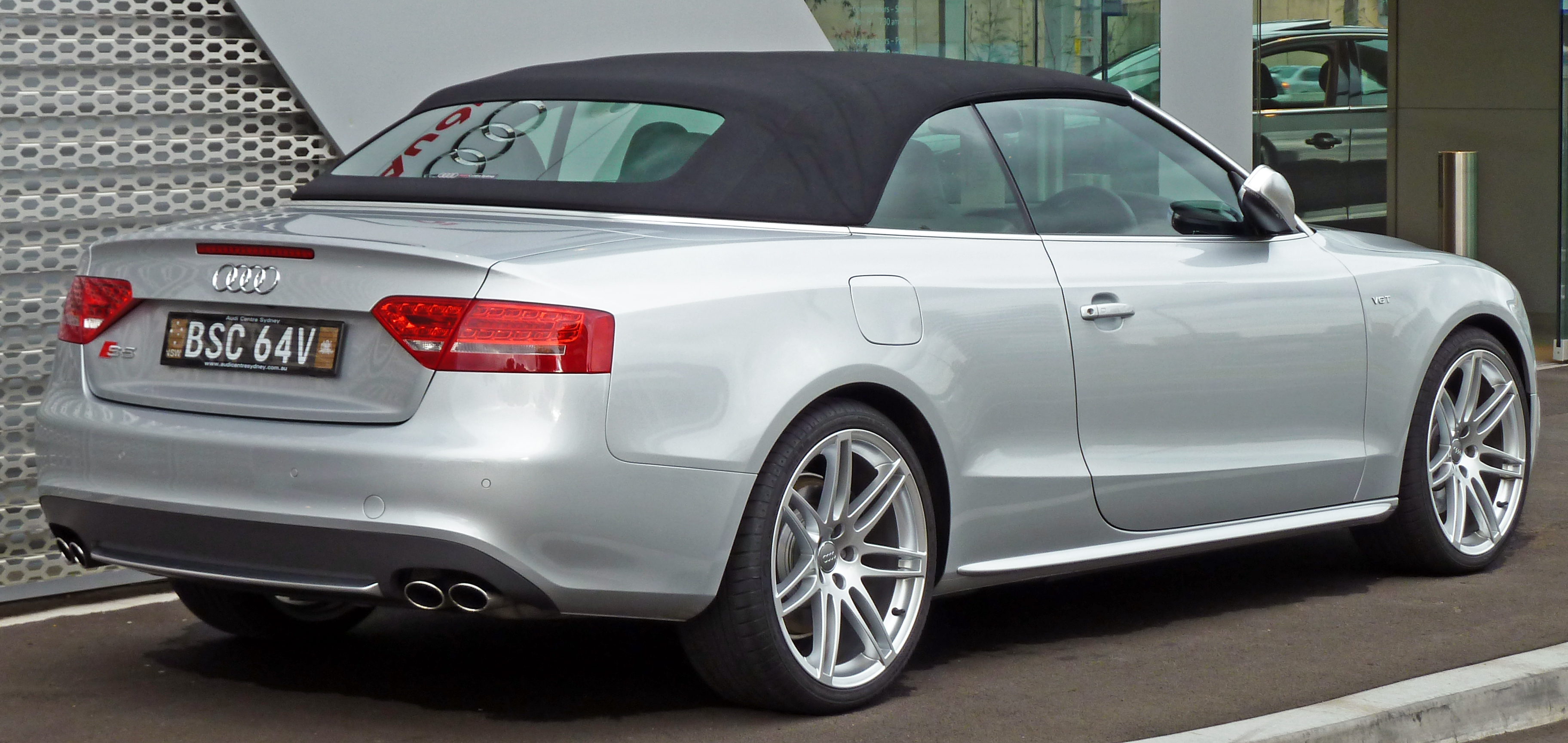
Audi S5 Cabriolet
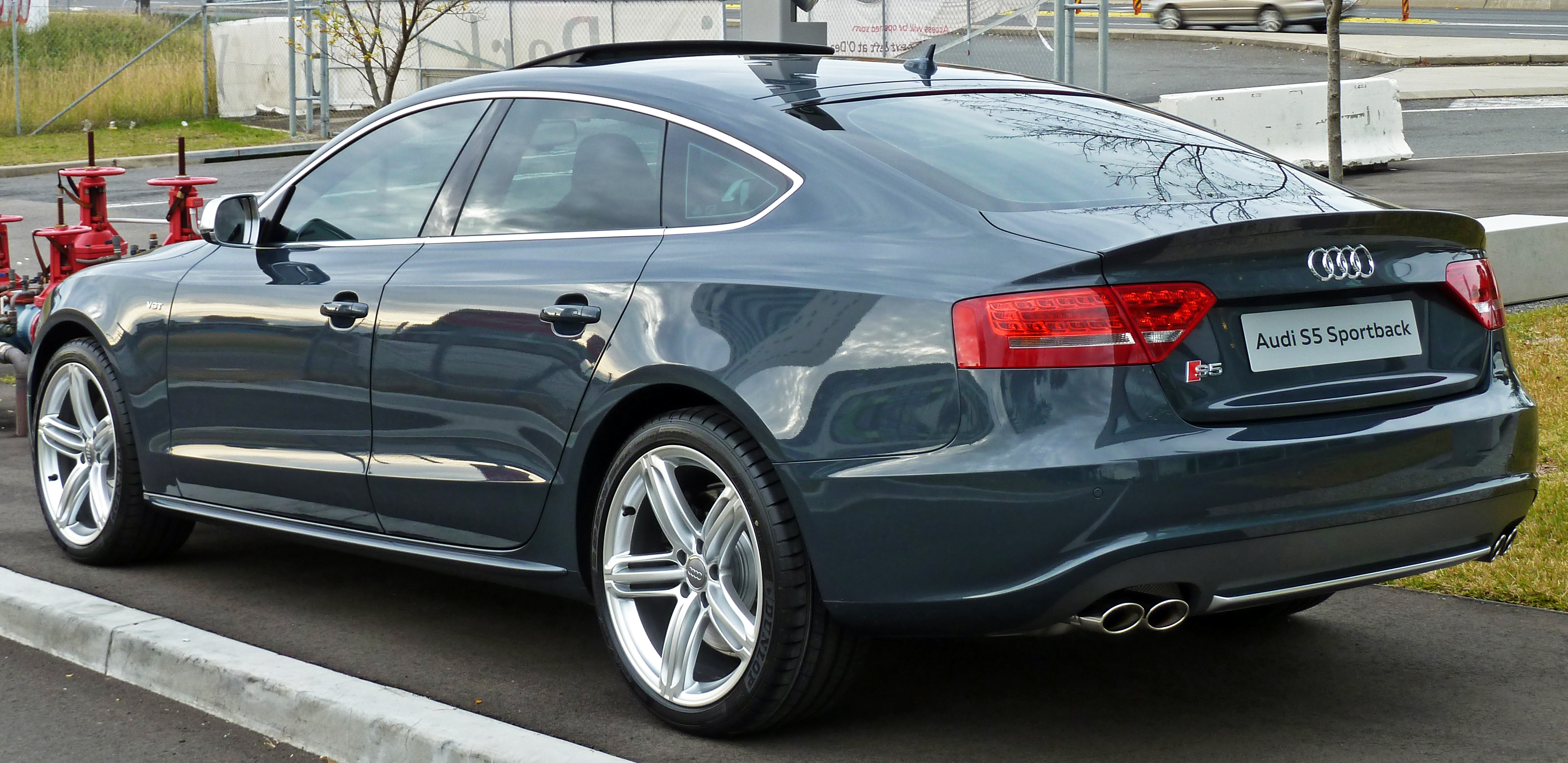
Audi S5 Sportback

### RS5 (2010-2016)
El Audi RS5 utiliza el mismo V8 de 4,2 litros que el RS4 B7 y el R8 V8, potenciado hasta los 450 CV. Acelera de 0 a 100 km/h en 4,6 segundos y alcanza una velocidad máxima limitada a 250 km/h, opcionalmente a 280 km/h. Solo está disponible con cambio automático S-Tronic de siete velocidades.

#### Cupé Ethanol E100 (2010)
Es un prototipo diseñado para el Desafío Bibendum Michelin 2010 Series. Incluye un motor 2.0 TFSI tiene 132 kW (179 PS, 177 CV) y 320 N·m (236 lbf·ft) de par, de seis velocidades de transmisión Quattro manual. Se acelera desde 0 hasta 100 kilómetros por hora en 6,9 segundos con una velocidad máxima de 236 km / h (146 millas por hora) y ponderados 1.310 kilogramos. El cupé consume oficialmente 9,9 litros a los 100 km (24 millas por galón en EE. UU.) cuando se ejecuta en Etanol los conductores logran 9,5 l/100 km (25 mpg) durante el Challenge Bibendum Michelin Rallye.

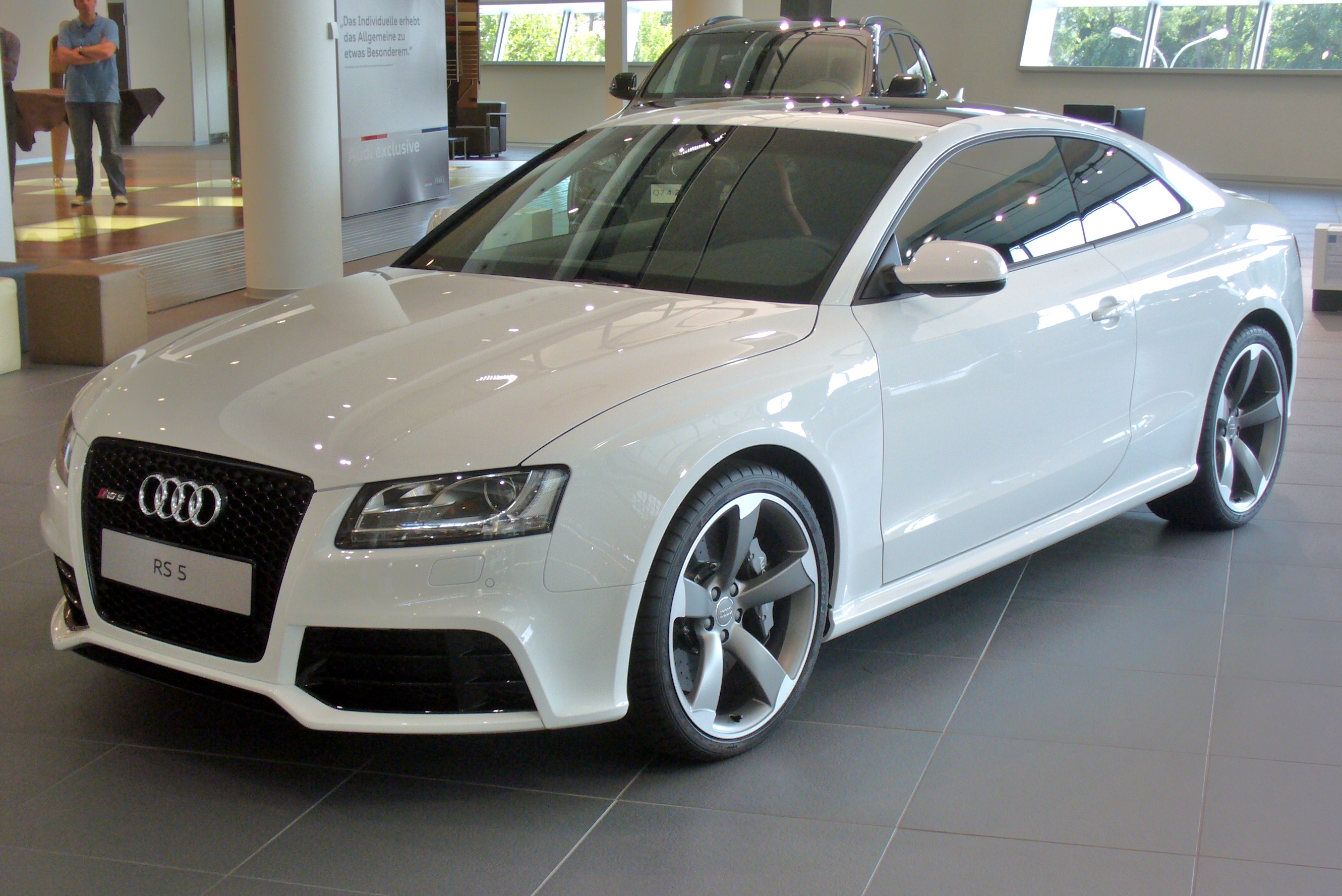
Audi RS5 Pre-restyling
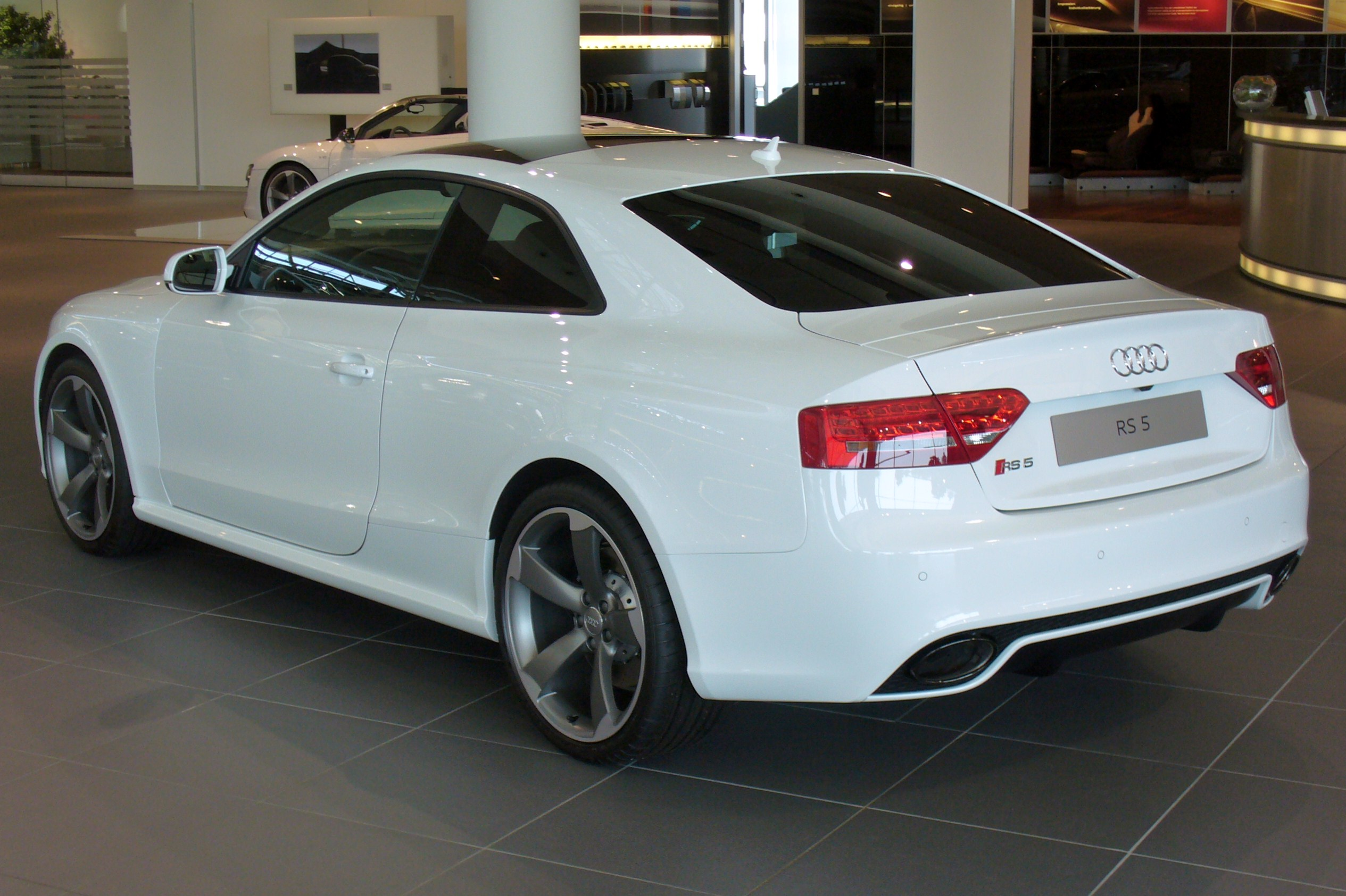
Audi RS5 Pre-restyling
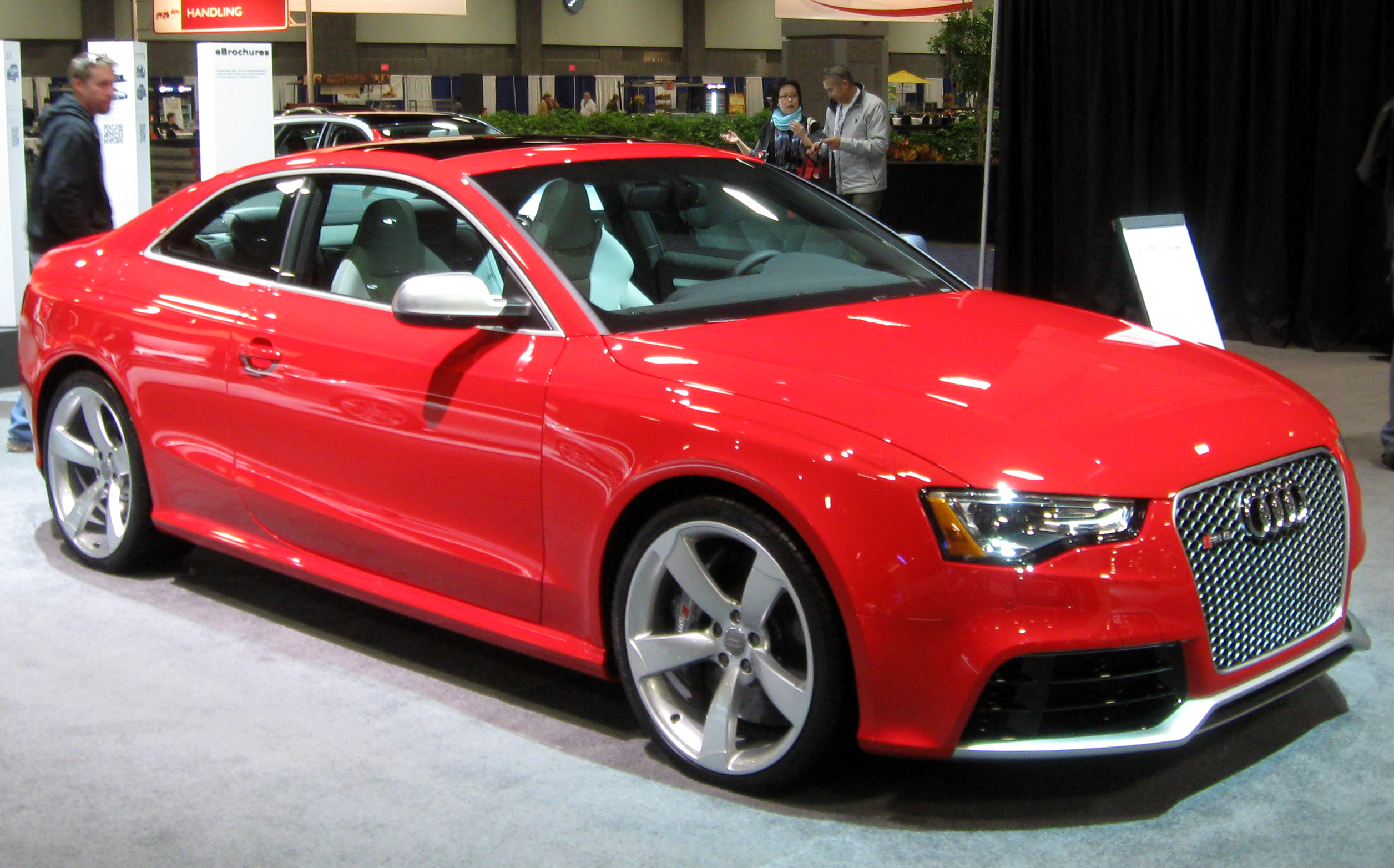
Audi RS5 Restyling
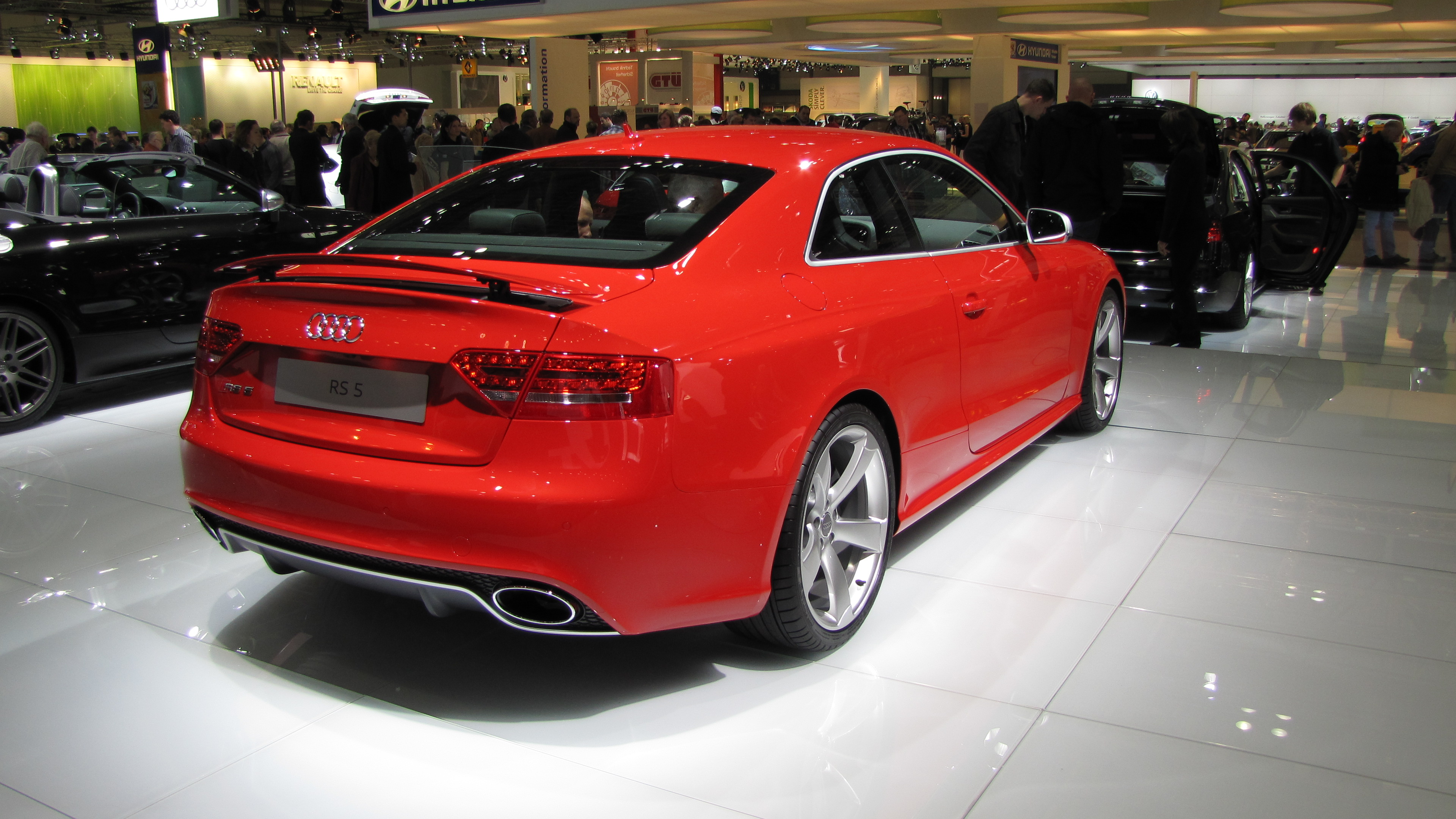
Audi RS5 Restyling
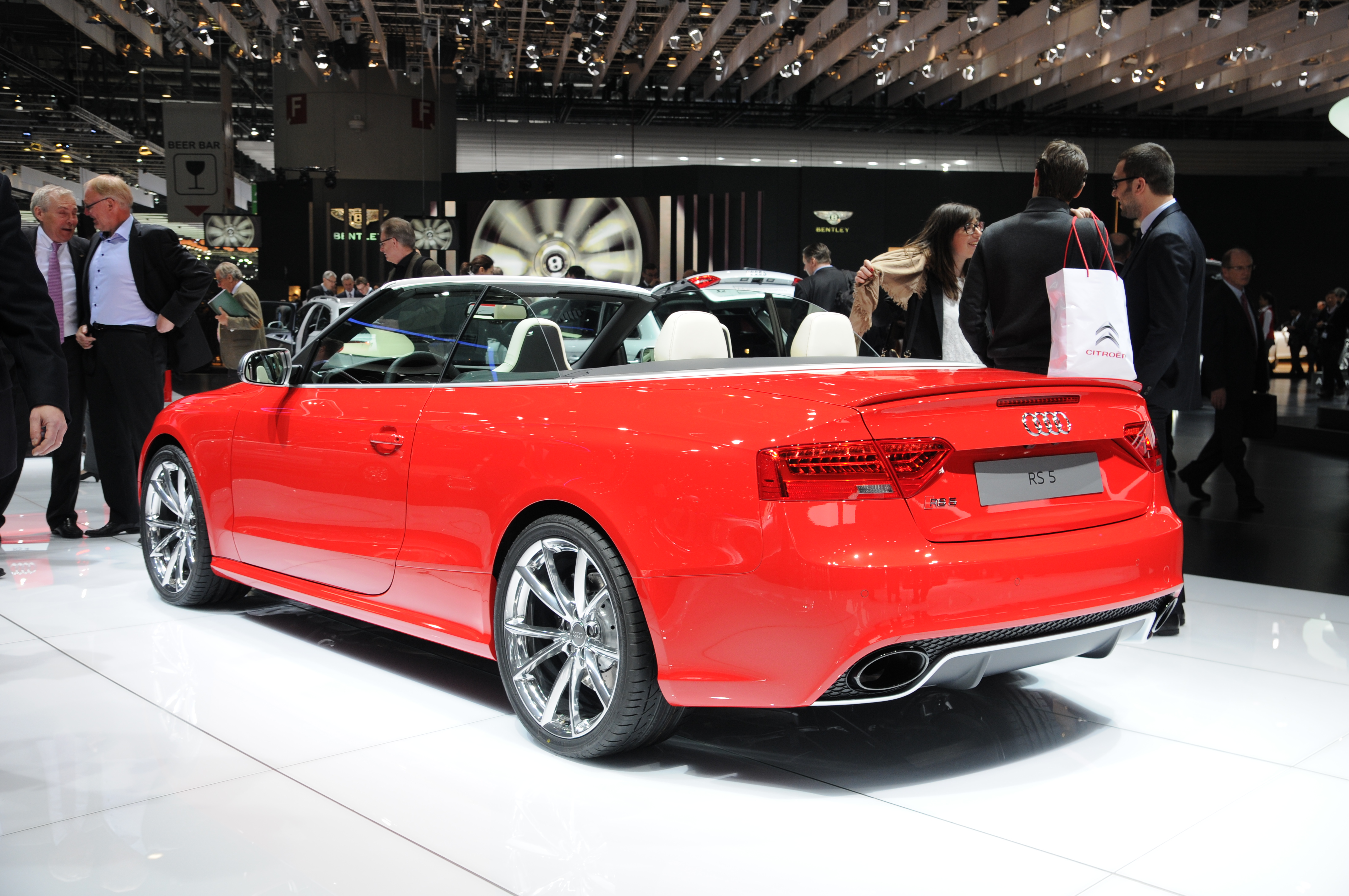
RS5 cabriolet

### Motorizaciones
| Motores de gasolina            | Motores de gasolina                                | Motores de gasolina                                | Motores de gasolina                                | Motores de gasolina                                | Motores de gasolina                                | Motores de gasolina                                | Motores de gasolina                                                        | Motores de gasolina                                                        | Motores de gasolina                               | Motores de gasolina                               | Motores de gasolina                                | Motores de gasolina                            | Motores de gasolina       | Motores de gasolina |
|                                | 1.8 TFSI                                           | 1.8 TFSI                                           | 1.8 TFSI                                           | 1.8 TFSI                                           | 1.8 TFSI                                           | 2.0 TFSI                                           | 2.0 TFSI                                                                   | 2.0 TFSI                                                                   | 3.0 TFSI                                          | 3.0 TFSI (S5)                                     | 3.2 FSI                                            | 4.2 FSI (S5)                                   | 4.2 FSI (RS5)             |                     |
| ------------------------------ | -------------------------------------------------- | -------------------------------------------------- | -------------------------------------------------- | -------------------------------------------------- | -------------------------------------------------- | -------------------------------------------------- | -------------------------------------------------------------------------- | -------------------------------------------------------------------------- | ------------------------------------------------- | ------------------------------------------------- | -------------------------------------------------- | ---------------------------------------------- | ------------------------- | ------------------- |
| Periodo                        | 2014-2016                                          | 2009-2011                                          | 2007-2008                                          | 2011-2015                                          | 2015-2016                                          | 2008-2011                                          | 2008-2013                                                                  | 2013-2016                                                                  | 2011-2016                                         | 2009-2016                                         | 2007-2011                                          | 2007-2011                                      | 2010-2015                 |                     |
| Identificación del motor       | CJED                                               | CDHB                                               | CABD                                               | CJEB                                               | CJEE                                               | CDNB, CAEA                                         | CDNC, CAEB                                                                 | CNCD                                                                       | CMUA                                              | CCBA, CREC                                        | CALA                                               | CAUA                                           | CFSA                      |                     |
| Tipo de motor                  | L4 16v, inyección directa, turbo, intercooler      | L4 16v, inyección directa, turbo, intercooler      | L4 16v, inyección directa, turbo, intercooler      | L4 16v, inyección directa, turbo, intercooler      | L4 16v, inyección directa, turbo, intercooler      | L4 16v, inyección directa, turbo, intercooler      | L4 16v, inyección directa, turbo, intercooler                              | L4 16v, inyección directa, turbo, intercooler                              | V6 24v, inyección directa, compresor, intercooler | V6 24v, inyección directa, compresor, intercooler | V6 24v, inyección directa                          | V8 32v, inyección directa                      | V8 32v, inyección directa |                     |
| Diámetro x carrera             | 82.5 mm × 84.1 mm                                  | 82.5 mm × 84.1 mm                                  | 82.5 mm × 84.1 mm                                  | 82.5 mm × 84.1 mm                                  | 82.5 mm × 84.1 mm                                  | 82.5 mm × 92.8 mm                                  | 82.5 mm × 92.8 mm                                                          | 82.5 mm × 92.8 mm                                                          | 84.5 mm × 89.0 mm                                 | 84.5 mm × 89.0 mm                                 | 84.5 mm × 92.8 mm                                  | 84.5 mm × 92.8 mm                              | 84.5 mm × 92.8 mm         |                     |
| Cilindrada                     | 1798 cm³                                           | 1798 cm³                                           | 1798 cm³                                           | 1798 cm³                                           | 1798 cm³                                           | 1984 cm³                                           | 1984 cm³                                                                   | 1984 cm³                                                                   | 2995 cm³                                          | 2995 cm³                                          | 3197 cm³                                           | 4163 cm³                                       | 4163 cm³                  |                     |
| Relación de compresión         | 9.6: 1                                             | 9.6: 1                                             | 9.6: 1                                             | 9.6: 1                                             | 9.6: 1                                             | 9.6: 1                                             | 9.6: 1                                                                     | 9.6: 1                                                                     | 10.3: 1                                           | 10.3: 1                                           | 12.5: 1                                            | 11.0: 1                                        | 11.0: 1                   |                     |
| Potencia máxima: CV (kW) @ rpm | 144 CV (106 kW) @ 3700-6200                        | 160 CV (118 kW) @ 4500-6200                        | 170 CV (125 kW) @ 4800-6200                        | 170 CV (125 kW) @ 3800-6200                        | 177 CV (130 kW) @ 4000-6200                        | 180 CV (132 kW) @ 4000-6000                        | 211 CV (155 kW) @ 4300-6000                                                | 230 CV (169 kW) @ 4700-6200                                                | 272 CV (200 kW) @ 4780-6500                       | 333 CV (245 kW) @ 5500-7000                       | 265 CV (195 kW) @ 6500                             | 354 CV (260 kW) @ 7000                         | 450 CV (331 kW) @ 8250    |                     |
| Par máximo: Nm @ rpm           | 280 Nm @ 1300-3600                                 | 250 Nm @ 1500-4500                                 | 250 Nm @ 1500-4800                                 | 320 Nm @ 1400-3700                                 | 320 Nm @ 1450-3850                                 | 320 Nm @ 1500-3900                                 | 350 Nm @ 1500-4200                                                         | 350 Nm @ 1500-4500                                                         | 400 Nm @ 2150-4780                                | 440 Nm @ 2900-5300                                | 330 Nm @ 3000-5000                                 | 440 Nm @ 3500                                  | 430 Nm @ 4000-6000        |                     |
| Tracción                       | Delantera                                          | Delantera                                          | Delantera                                          | Delantera                                          | Delantera                                          | Delantera                                          | Delantera / Total (Quattro)                                                | Delantera / Total (Quattro)                                                | Total (Quattro)                                   | Total (Quattro)                                   | Delantera / Total (Quattro)                        | Total (Quattro)                                | Total (Quattro)           |                     |
| Transmisión                    | Manual, 6 velocidades / Multitronic, 6 velocidades | Manual, 6 velocidades / Multitronic, 6 velocidades | Manual, 6 velocidades / Multitronic, 6 velocidades | Manual, 6 velocidades / Multitronic, 6 velocidades | Manual, 6 velocidades / Multitronic, 6 velocidades | Manual, 6 velocidades / Multitronic, 6 velocidades | Manual, 6 velocidades / STronic, 7 velocidades, Multitronic, 6 velocidades | Manual, 6 velocidades / STronic, 7 velocidades, Multitronic, 6 velocidades | STronic, 7 velocidades                            | STronic, 7 velocidades                            | Manual, 6 velocidades / Multitronic, 6 velocidades | Manual, 6 velocidades / STronic, 6 velocidades | STronic, 7 velocidades    |                     |
| Peso                           | 1565-1600 kg                                       | 1495-1720 kg                                       | 1470-1510 kg                                       | 1500-1730 kg                                       | 1500-1730 kg                                       | 1505-1730 kg                                       | 1505-1810 kg                                                               | 1505-1810 kg                                                               | 1725-1925 kg                                      | 1750-1955 kg                                      | 1575-1860 kg                                       | 1705-1750 kg                                   | 1790-1995 kg              |                     |
| Aceleración 0–100 km/h         | 9.3 s                                              | 8.6 s                                              | 8.4 s                                              | 7.9 s                                              | 7.9 s                                              | 7.8 s                                              | 6.4 s                                                                      | 6.4 s                                                                      | 5.8 s                                             | 4.9 s                                             | 6.1 s                                              | 5.1 s                                          | 4.5 s                     |                     |
| Velocidad máxima               | 220 km/h                                           | 210 km/h                                           | 218 km/h                                           | 213 km/h                                           | 214 km/h                                           | 219 km/h                                           | 233 km/h                                                                   | 235 km/h                                                                   | 250 km/h (Limitada electrónicamente)              | 250 km/h (Limitada electrónicamente)              | 246 km/h                                           | 250 km/h                                       | 250 km/h                  |                     |
| Consumo combinado (L/100 km)   | 5.8                                                | 7.1                                                | 7.1                                                | 5.7                                                | 5.5                                                | 6.4                                                | 6.0                                                                        | 5.8                                                                        | 7.5                                               | 7.7                                               | 8.2                                                | 10.7                                           | 10.5                      |                     |
| Norma anticontaminación        | Euro 6                                             | Euro 5                                             | Euro 4                                             | Euro 5-6                                           | Euro 6                                             | Euro 5                                             | Euro 5                                                                     | Euro 6                                                                     | Euro 5-6                                          | Euro 5-6                                          | Euro 5                                             | Euro 5                                         | Euro 5                    |                     |

| Periodo                        | 2014-2016                                                                               | 2013-2015                                                                               | 2010-2013                                                                               | 2013-2015                                                                               | 2014-2016                                                                               | 2014-2016                                                                               | 2008-2011                                                                               | 2011-2015                                                                               | 2014-2016                                                                               | 2007-2011                                                                               | 2011-2015                                                                               | 2015-2016                                                                               | 2007-2011                                                                               | 2011-2015                                                                               | 2011-2016                                                                               |
| Identificación del motor       | CJCB                                                                                    | CAGB                                                                                    | CAGA, CMEA                                                                              | CJCD                                                                                    | CMFB                                                                                    | CAHB                                                                                    | CAHA                                                                                    | CGLC                                                                                    | CNHA                                                                                    | CAMA, CGKA                                                                              | CLAB                                                                                    | CKVD                                                                                    | CAPA, CCWA                                                                              | CDUC                                                                                    | CKVB, CKBC                                                                              |
| Tipo de motor                  | L4 16v, inyección directa, Common-Rail, turbo, intercooler, DPF (filtro antipartículas) | L4 16v, inyección directa, Common-Rail, turbo, intercooler, DPF (filtro antipartículas) | L4 16v, inyección directa, Common-Rail, turbo, intercooler, DPF (filtro antipartículas) | L4 16v, inyección directa, Common-Rail, turbo, intercooler, DPF (filtro antipartículas) | L4 16v, inyección directa, Common-Rail, turbo, intercooler, DPF (filtro antipartículas) | L4 16v, inyección directa, Common-Rail, turbo, intercooler, DPF (filtro antipartículas) | L4 16v, inyección directa, Common-Rail, turbo, intercooler, DPF (filtro antipartículas) | L4 16v, inyección directa, Common-Rail, turbo, intercooler, DPF (filtro antipartículas) | L4 16v, inyección directa, Common-Rail, turbo, intercooler, DPF (filtro antipartículas) | V6 24v, inyección directa, Common-Rail, turbo, intercooler, DPF (filtro antipartículas) | V6 24v, inyección directa, Common-Rail, turbo, intercooler, DPF (filtro antipartículas) | V6 24v, inyección directa, Common-Rail, turbo, intercooler, DPF (filtro antipartículas) | V6 24v, inyección directa, Common-Rail, turbo, intercooler, DPF (filtro antipartículas) | V6 24v, inyección directa, Common-Rail, turbo, intercooler, DPF (filtro antipartículas) | V6 24v, inyección directa, Common-Rail, turbo, intercooler, DPF (filtro antipartículas) |
| Diámetro x carrera             | 81.0 mm × 95.5 mm                                                                       | 81.0 mm × 95.5 mm                                                                       | 81.0 mm × 95.5 mm                                                                       | 81.0 mm × 95.5 mm                                                                       | 81.0 mm × 95.5 mm                                                                       | 81.0 mm × 95.5 mm                                                                       | 81.0 mm × 95.5 mm                                                                       | 81.0 mm × 95.5 mm                                                                       | 81.0 mm × 95.5 mm                                                                       | 83.0 mm × 83.1 mm                                                                       | 83.0 mm × 91.4 mm                                                                       | 83.0 mm × 91.4 mm                                                                       | 83.0 mm × 91.4 mm                                                                       | 83.0 mm × 91.4 mm                                                                       | 83.0 mm × 91.4 mm                                                                       |
| Cilindrada                     | 1968 cm³                                                                                | 1968 cm³                                                                                | 1968 cm³                                                                                | 1968 cm³                                                                                | 1968 cm³                                                                                | 1968 cm³                                                                                | 1968 cm³                                                                                | 1968 cm³                                                                                | 1968 cm³                                                                                | 2698 cm³                                                                                | 2967 cm³                                                                                | 2967 cm³                                                                                | 2967 cm³                                                                                | 2967 cm³                                                                                | 2967 cm³                                                                                |
| Relación de compresión         | 16.5: 1                                                                                 | 16.5: 1                                                                                 | 16.5: 1                                                                                 | 16.5: 1                                                                                 | 16.5: 1                                                                                 | 16.5: 1                                                                                 | 16.5: 1                                                                                 | 16.5: 1                                                                                 | 16.5: 1                                                                                 | 16.8: 1                                                                                 | 16.8: 1                                                                                 | 16.8: 1                                                                                 | 16.8: 1                                                                                 | 16.8: 1                                                                                 | 16.8: 1                                                                                 |
| Potencia máxima: CV (kW) @ rpm | 136 CV (100 kW) @ 3000-4400                                                             | 136 CV (100 kW) @ 4200                                                                  | 143 CV (105 kW) @ 4200                                                                  | 150 CV (110 kW) @ 4200                                                                  | 150 CV (110 kW) @ 3250-4200                                                             | 163 CV (120 kW) @ 3000-4200                                                             | 170 CV (125 kW) @ 4200                                                                  | 177 CV (130 kW) @ 4200                                                                  | 190 CV (140 kW) @ 3800-4200                                                             | 190 CV (140 kW) @ 3500-4400                                                             | 204 CV (150 kW) @ 3500-4500                                                             | 218 CV (160 kW) @ 3250-4500                                                             | 240 CV (176 kW) @ 4000-4400                                                             | 245 CV (180 kW) @ 4000-4500                                                             |                                                                                         |
| Par máximo: Nm @ rpm           | 320 Nm @ 1750-2500                                                                      | 320 Nm @ 1750-2500                                                                      | 320 Nm @ 1750-2500                                                                      | 320 Nm @ 1750-2500                                                                      | 320 Nm @ 1500-3250                                                                      | 400 Nm @ 1750-3250                                                                      | 350 Nm @ 1750-2750                                                                      | 380 Nm @ 1750-2500                                                                      | 400 Nm @ 1750-3000                                                                      | 400 Nm @ 1400-3250                                                                      | 400 Nm @ 1250-3500                                                                      | 500 Nm @ 1400-3000                                                                      | 500 Nm @ 1500-3000                                                                      | 500 Nm @ 1400-3250                                                                      | 580 Nm @ 1750-2500                                                                      |
| Tracción                       | Delantera                                                                               | Delantera                                                                               | Delantera                                                                               | Delantera                                                                               | Delantera                                                                               | Delantera                                                                               | Delantera / Total (Quattro)                                                             | Delantera / Total (Quattro)                                                             | Delantera / Total (Quattro)                                                             | Delantera                                                                               | Delantera                                                                               | Total (Quattro)                                                                         | Total (Quattro)                                                                         | Total (Quattro)                                                                         | Total (Quattro)                                                                         |
| Transmisión                    | Manual, 6 velocidades                                                                   | Manual, 6 velocidades / Multitronic, 6 velocidades                                      | Manual, 6 velocidades / Multitronic, 6 velocidades                                      | Manual, 6 velocidades / Multitronic, 6 velocidades                                      | Manual, 6 velocidades / Multitronic, 6 velocidades                                      | Manual, 6 velocidades                                                                   | Manual, 6 velocidades                                                                   | Manual, 6 velocidades / Automática, 7 velocidades / Multitronic, 6 velocidades          | Manual, 6 velocidades / Automática, 7 velocidades / Multitronic, 6 velocidades          | Manual, 6 velocidades / Multitronic, 8 velocidades                                      | Manual, 6 velocidades / Multitronic, 8 velocidades                                      | Automática, 7 velocidades                                                               | Manual, 6 velocidades / Automática, 7 velocidades                                       | Manual, 6 velocidades / Automática, 7 velocidades                                       | Automática, 7 velocidades                                                               |
| Peso                           | 1655 kg                                                                                 | 1595-1615 kg                                                                            | 1590-1730 kg                                                                            | 1590-1730 kg                                                                            | 1655-1785 kg                                                                            | 1605-1660 kg                                                                            | 1550-1730 kg                                                                            | 1545-1795 kg                                                                            | 1600-1820 kg                                                                            | 1625-1860 kg                                                                            | 1615-1835 kg                                                                            | 1755-1955 kg                                                                            | 1695-1935 kg                                                                            | 1680-1920 kg                                                                            | 1715-1975 kg                                                                            |
| Aceleración 0–100 km/h         | 9.5 s                                                                                   | 9.5 s                                                                                   | 9.4 s                                                                                   | 9.4 s                                                                                   | 9.4 s                                                                                   | 8.3 s                                                                                   | 8.2 s                                                                                   | 7.8 s                                                                                   | 7.3 s                                                                                   | 7.6 s                                                                                   | 7.1 s                                                                                   | 6.2 s                                                                                   | 5.9 s                                                                                   | 5.8 s                                                                                   | 5.7 s                                                                                   |
| Velocidad máxima               | 212 km/h                                                                                | 204 km/h                                                                                | 205 km/h                                                                                | 205 km/h                                                                                | 205 km/h                                                                                | 221 km/h                                                                                | 222 km/h                                                                                | 220 km/h                                                                                | 230 km/h                                                                                | 222 km/h                                                                                | 226 km/h                                                                                | 235 km/h                                                                                | 247 km/h                                                                                | 250 km/h (Limitada electrónicamente)                                                    | 250 km/h (Limitada electrónicamente)                                                    |
| Consumo combinado (L/100 km)   | 4.2                                                                                     | 4.4                                                                                     | 4.5                                                                                     | 4.5                                                                                     | 4.5                                                                                     | 4.2                                                                                     | 5.1                                                                                     | 4.6                                                                                     | 4.5                                                                                     | 6.0                                                                                     | 4.9                                                                                     | 5.8                                                                                     | 6.6                                                                                     | 5.7                                                                                     | 5.7                                                                                     |
| Norma anticontaminación        | Euro 6                                                                                  | Euro 5                                                                                  | Euro 5                                                                                  | Euro 5                                                                                  | Euro 6                                                                                  | Euro 6                                                                                  | Euro 5                                                                                  | Euro 5                                                                                  | Euro 6                                                                                  | Euro 5                                                                                  | Euro 5                                                                                  | Euro 6                                                                                  | Euro 5                                                                                  | Euro 5                                                                                  | Euro 6                                                                                  |

## Segunda generación (2016-2024)
El Audi A5 (denominación tipo "F5") es un automóvil de turismo del fabricante alemán Audi AG, que se termina en les localidades de producción en Ingolstadt (Cupé y Sportback) y en Neckarsulm (Cabrio).
El 2 de junio de 2016 se presentó en Ingolstadt la segunda generación del Audi A5 y S5 Cupé. Está disponible desde julio de 2016.
El A5 y S5 Sportback debutaron en el Mondial de l’Automobile de octubre de 2016 en París, llegó a los distribuidores a principios de 2017. La oferta de motores se compone del Sedán, además se ofrece desde agosto de 2017 también un tren motriz bivalente (g-tron). Con este puede operar un motor dos litros de 170 PS, tanto con gas natural como con gasolina.
Las primeras imágenes de la versión abierta del A5 y S5 se mostraron el 4 de noviembre de 2016, el automóvil tuvo su presentación en el Salón del Automóvil Internacional de Norteamérica en enero de 2017 en Detroit. El Cabriolet llegó a los distribuidores en marzo de 2017. Como en el modelo anterior, llegó otra vez con una capota de tela y se produjo en Neckarsulm. La capota también se deja abrir eléctricamente durante la conducción con una velocidad de hasta 50 km/h.
En el Salón del Automóvil de Ginebra en marzo de 2017, Audi presentó el RS5 Cupé.
El 12 de junio de 2017, Audi Argentina lanzaba al mercado argentino a la segunda generación del A5 Coupé. Reemplaza al A5 Coupé de primera generación. Comparte plataforma con el Audi A4 y la Porsche Macan. Llegó importado de Alemania. Se ofreció con un motor 2.0 turbo de 190 cv y 320 Nm, tracción delantera y otro 2.0 turbo de 252 cv, 370 Nm y tracción integral. Sigue sin ofrecer las variantes turbodiesel. De esta forma, la gama del A5 Coupé se redujo a tan solo dos versiones, con garantía de tres años o 100.000 kilómetros. 
El 12 de junio de 2017, Audi Argentina lanzaba al mercado argentino a la segunda generación del A5 Sportback. Reemplaza al A5 Sportback de primera generación. Utiliza la misma plataforma que el Audi A4 y la Porsche Macan. Llega importado de Alemania. Se ofreció con un 2.0 turbo de 190 cv y 320 Nm, tracción delantera. La segunda motorización fue el 2.0 turbo de 252 cv, 370 Nm y tracción integral. No sé ofrecen versiones turbodiesel. De esta forma, la gama del A5 Sportback se redujo a dos versiones. Garantía de tres años o 100.000 kilómetros.  

### Rediseño
Durante septiembre de 2019 Audi anunció un rediseño de media vida para el Audi A5. El frontal ahora lleva una la parrilla Singleframe de Audi más ancha y en acabado tipo panal; el parachoques inspirado en el Audi Quattro de los años ochenta también es nuevo. El resto de las novedades a nivel visual lo componen un nuevo alerón, cambios en las tomas de aire y una paleta de colores renovada. En el interior, la mejora principal es la introducción del nuevo sistema de infotenimiento de la marca: una pantalla de 10.1 pulgadas con interfaz táctil de retroalimentación acústica y capacidad de reconocer búsquedas de texto dibujando con el dedo o entender comandos de voz naturales. Extiende, además, sus funciones de conectividad: información de tráfico en tiempo real, alerta de riesgos en el camino, lugares de estacionamiento disponibles y comunicación Car-to-X con semáforos, que se implementó en Ingolstadt en julio de 2019.
La oferta de motores en Europa está compuesta por bloques TDI (diésel); con potencias desde 163 PS para las versiones más asequibles, hasta un motor V6 de 3.0 litros de 347 PS para el S5 TDI, todos con tecnología híbrida suave; y por bloques gasolina como el 2.0 TFSI con potencias de 190 PS y 245 PS, y el V6 3.0 TFSI de 450 PS y 600 N/m para el RS5, que acelera de 0 a 100 km/h en 3.9 segundos.
El 27 de junio de 2023, Audi Argentina lanzaba al mercado argentino al restyling de la segunda generación del A5 Coupé. Reemplaza al A5 Coupé lanzado en 2017 y llega importado de Alemania. Se ofrece en dos versiones: 40 TFSI, con un motor 2.0 turbo de 190 cv, 320 Nm y tracción delantera. 45 TFSI, con un motel 2.0 turbo de 245 cv, 370 Nm y tracción integral Quattro. Al igual que los A4 y A4 Allroad, implementa un sistema Mild-Hybrid en las dos versiones disponibles en Argentina. Las versiones 40 TFSi vienen de serie con llantas de 18 pulgadas, mientras que las 45 TFSi Quattro traen llantas de 19 pulgadas. De esta manera, el A5 Coupé sigue teniendo dos versiones a la venta, garantía de tres años o 100.000 kilómetros.

### S5

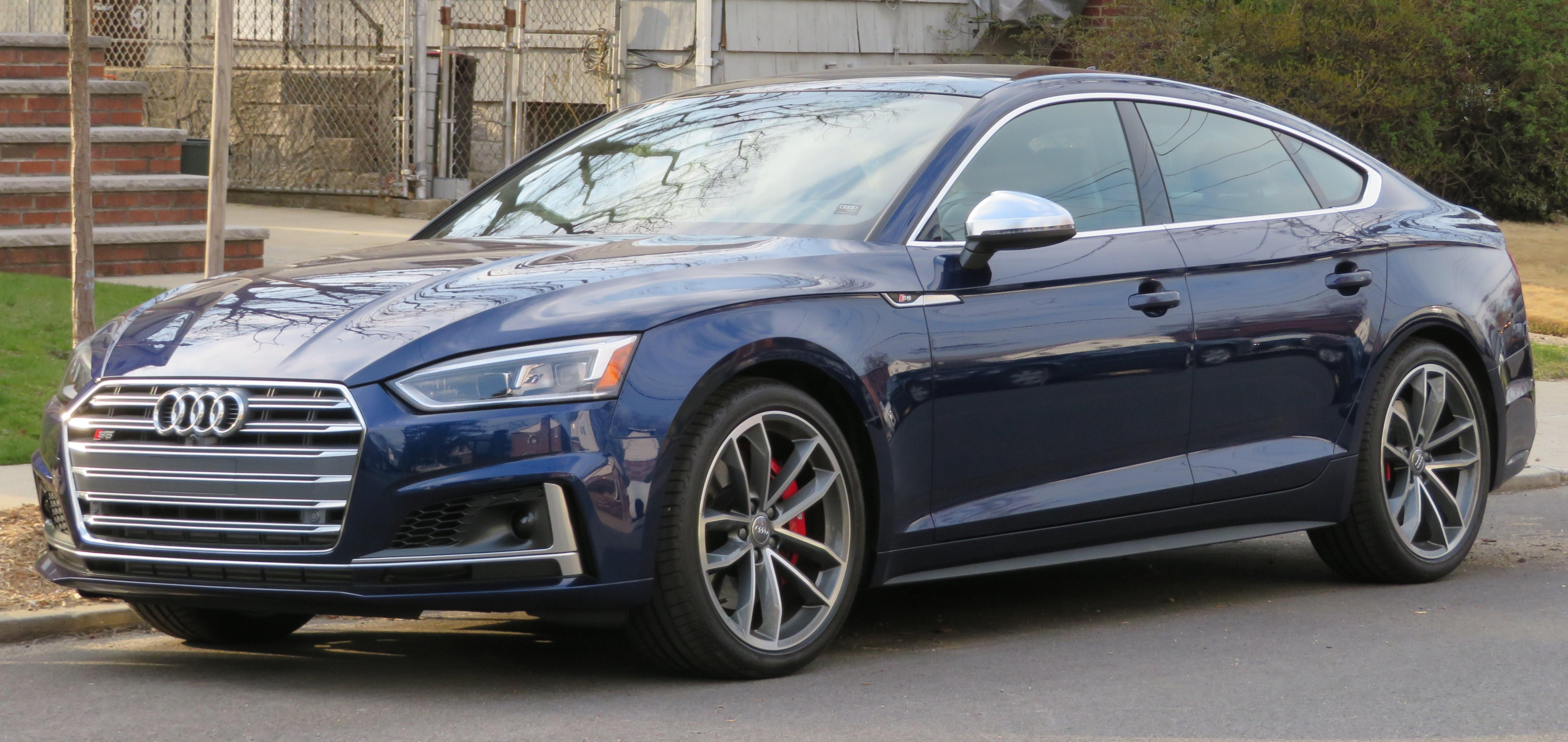
Audi S5 Sportback quattro (Estados Unidos)

El Audi S5 está propulsado por un motor diésel (TDI) de 3 litros turbocargado acoplado a una transmisión automática de 8 velocidades. Por dentro, el S5 tiene asientos individuales con costuras con forma de diamante, volante achatado en la parte de abajo y distintivos S.

### RS5

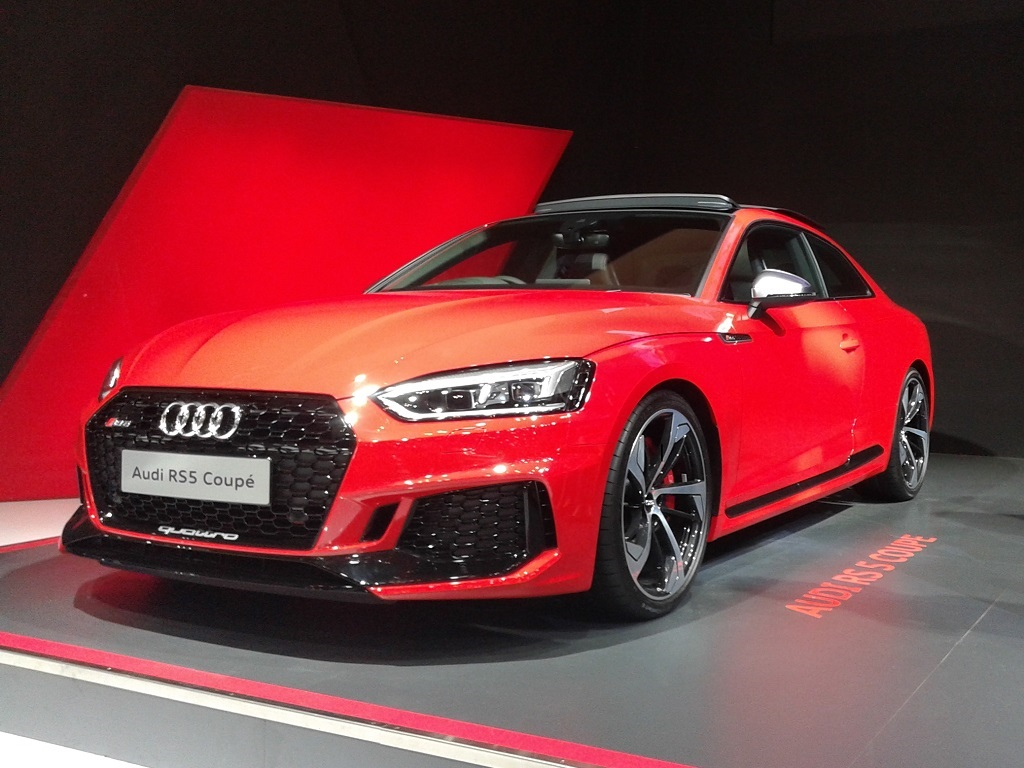
Audi RS5 Cupé 2018 terminado en Rojo Misano

El completamente nuevo Audi RS5 Cupé fue revelado en el Salón del Automóvil de Ginebra de 2007. Está potenciado por un motor biturbo V6 2.9 litros que produce 450 PS y 600 Nm de torque. Este motor EA839 es desarrollado por Porsche y también se instala en el modelo Panamera 4S. Lo hace 60 kg más ligero que su predecesor. La potencia se entrega a un sistema quattro vía la caja de cambios automática de 8 velocidades de ZF. Este Audi RS5 alcanza 0-100 km/h en 3.9 segundos.
Además viene con una parrilla de panal de abeja, un guardabarros más amplio y un parachoques delantero estilizado más agresivamente con aberturas más grandes que el A5 y el S5.
El RS5 viene con diferencial trasero deportivo RS de serie, suspensión deportiva RS o control de marcha dinámico (Dynamic Ride Control) opcional, que es un sistema de suspensión adaptable para reducir las inclinaciones y el balanceo de la carrocería. Otras opciones son cubierta del motor en fibra de carbono, frenos carbocerámicos, dirección dinámica con ajuste específico RS y limitador de velocidad máxima a 280 km/h. 
La versión Sportback del RS5 se reveló en el Salón del Automóvil de Nueva York de 2018.

### Seguridad
Euro NCAP probó la quinta generación del Audi A5 y comentaron:
El Audi A4 y el A5 se basan en la misma plataforma y comparten mucha de la estructura que es relevante para la seguridad. Como el A5 Cupé tiene dos puertas laterales en vez de cuatro, se realizaron pruebas adicionales para confirmar que la calificación de 2015 otorgada al A4 es válida también para el A5 Cupé y el A5 Sportback. Sin embargo, la calificación no aplica al A5 Cabriolet pues su masa es mucho mayor que la del A4 en el que se condujeron las pruebas originales.
| Resultados de prueba Euro NCAP | Resultados de prueba Euro NCAP | Resultados de prueba Euro NCAP |
| ------------------------------ | ------------------------------ | ------------------------------ |
| Audi A5 (2015)                 |                                |                                |
| Prueba                         | Puntuación                     | %                              |
| General:                       | 5/5 estrellas                  | 5/5 estrellas                  |
| Ocupante adulto                | 34                             | 89%                            |
| Ocupante infantil              | 43                             | 87%                            |
| Transeúnte                     | 27.4                           | 75%                            |
| Asistencias de seguridad       | 9.9                            | 75%                            |

### Motorizaciones
| Periodo                        | 2017-presente                                 | 2016-presente                                     | 2016-presente                                     | 2016-presente                                 | 2017-presente                                   |        |
| Serie de motor                 | VW EA211                                      | VW EA888                                          | VW EA888                                          | VW EA839                                      | VW EA839                                        |        |
| Identificación del motor       | CVNA                                          | CVKB                                              | CYRB                                              | CWGD                                          | DECA                                            |        |
| Tipo de motor                  | L4 16v, inyección directa, turbo, intercooler | L4 16v, inyección directa, turbo, intercooler     | L4 16v, inyección directa, turbo, intercooler     | V6 24v, inyección directa, turbo, intercooler | V6 24v, inyección directa, biturbo, intercooler |        |
| Diámetro x carrera             | 74.5 mm × 80.0 mm                             | 82.5 mm × 92.8 mm                                 | 82.5 mm × 92.8 mm                                 | 84.5 mm × 89.0 mm                             | 84.5 mm × 86.0 mm                               |        |
| Cilindrada                     | 1395 cm³                                      | 1984 cm³                                          | 1984 cm³                                          | 2995 cm³                                      | 2894 cm³                                        |        |
| Relación de compresión         | 10.5: 1                                       | 11.6: 1                                           | 9.6: 1                                            | 11.2: 1                                       | 10.0: 1                                         |        |
| Potencia máxima: CV (kW) @ rpm | 150 CV (110 kW) @ 5000-6000                   | 190 CV (140 kW) @ 4200-6200                       | 252 CV (185 kW) @ 5000-6000                       | 354 CV (260 kW) @ 5400-6400                   | 450 CV (331 kW) @ 5700-6700                     |        |
| Par máximo: Nm @ rpm           | 250 Nm @ 1500-6000                            | 320 Nm @ 1450-4200                                | 370 Nm @ 1600-4500                                | 500 Nm @ 1370-4500                            | 600 Nm @ 1900-5000                              |        |
| Tracción                       | Delantera                                     | Delantera                                         | Delantera / Total (Quattro)                       | Total (Quattro)                               | Total (Quattro)                                 |        |
| Transmisión                    | Automática, 7 velocidades                     | Manual, 6 velocidades / Automática, 7 velocidades | Manual, 6 velocidades / Automática, 7 velocidades | Automática, 8 velocidades                     | Automática, 8 velocidades                       |        |
| Peso                           | 1465 kg                                       | 1465 kg                                           | 1570 kg                                           | 1690 kg                                       | 1730 kg                                         |        |
| Aceleración 0–100 km/h         | 8.7 s                                         | 7.2 s                                             | 6.0 s                                             | 4.7 s                                         | 3.9 s                                           |        |
| Velocidad máxima               | 216 km/h                                      | 240 km/h                                          | 250 km/h (Limitada electrónicamente)              | 250 km/h (Limitada electrónicamente)          | 250 km/h (Limitada electrónicamente)            |        |
| Consumo combinado (L/100 km)   | 5.4                                           | 5.6-5.9                                           | 6.3-6.5                                           | 7.3-7.4                                       | 8.7                                             |        |
| Norma anticontaminación        | Euro 6                                        | Euro 6                                            | Euro 6                                            | Euro 6                                        | Euro 6                                          | Euro 6 |

| Periodo                        | 2017-presente                                                                           | 2016-presente                                                                           | 2016-presente                                                                           | 2016-presente                                                                           | 2017-presente                                                                           | 2017-presente                                                                           |
| Serie de motor                 | VW EA288                                                                                | VW EA288                                                                                | VW EA288                                                                                | VW EA897evo                                                                             | VW EA897evo                                                                             | VW EA897evo2                                                                            |
| Identificación del motor       | DEUA                                                                                    | DETA                                                                                    | DETA                                                                                    | CSWB                                                                                    | CRTC                                                                                    | DCPC                                                                                    |
| Tipo de motor                  | L4 16v, inyección directa, Common-Rail, turbo, intercooler, DPF (filtro antipartículas) | L4 16v, inyección directa, Common-Rail, turbo, intercooler, DPF (filtro antipartículas) | L4 16v, inyección directa, Common-Rail, turbo, intercooler, DPF (filtro antipartículas) | V6 24v, inyección directa, Common-Rail, turbo, intercooler, DPF (filtro antipartículas) | V6 24v, inyección directa, Common-Rail, turbo, intercooler, DPF (filtro antipartículas) | V6 24v, inyección directa, Common-Rail, turbo, intercooler, DPF (filtro antipartículas) |
| Diámetro x carrera             | 81.0 mm × 95.5 mm                                                                       | 81.0 mm × 95.5 mm                                                                       | 81.0 mm × 95.5 mm                                                                       | 83.0 mm × 91.4 mm                                                                       | 83.0 mm × 91.4 mm                                                                       | 83.0 mm × 91.4 mm                                                                       |
| Cilindrada                     | 1968 cm³                                                                                | 1968 cm³                                                                                | 1968 cm³                                                                                | 2967 cm³                                                                                | 2967 cm³                                                                                | 2967 cm³                                                                                |
| Relación de compresión         | 16.2: 1                                                                                 | 15.5: 1                                                                                 | 15.5: 1                                                                                 | 16.0: 1                                                                                 | 16.0: 1                                                                                 | 16.0: 1                                                                                 |
| Potencia máxima: CV (kW) @ rpm | 150 CV (110 kW) @ 3250-4200                                                             | 190 CV (140 kW) @ 3800-4200                                                             | 190 CV (140 kW) @ 3800-4200                                                             | 218 CV (160 kW) @ 4000-5000                                                             | 272 CV (200 kW) @ 3250-4250                                                             | 286 CV (210 kW) @ 3250-4250                                                             |
| Par máximo: Nm @ rpm           | 320 Nm @ 1500-3250                                                                      | 400 Nm @ 1750-3000                                                                      | 400 Nm @ 1750-3000                                                                      | 400 Nm @ 1250-3750                                                                      | 600 Nm @ 1500-3000                                                                      | 620 Nm @ 1500-3000                                                                      |
| Tracción                       | Delantera / Total (Quattro)                                                             | Delantera / Total (Quattro)                                                             | Delantera                                                                               | Delantera / Total (Quattro)                                                             | Total (Quattro)                                                                         | Total (Quattro)                                                                         |
| Transmisión                    | Manual, 6 velocidades / Automática 7 velocidades                                        | Manual, 6 velocidades / Automática 7 velocidades                                        | Manual, 6 velocidades / Automática 7 velocidades                                        | Automática 7 velocidades                                                                | Automática, 8 velocidades                                                               | Automática, 8 velocidades                                                               |
| Peso                           | 1505 kg                                                                                 | 1535 kg                                                                                 | 1535 kg                                                                                 | 1610 kg                                                                                 | 1720 kg                                                                                 | 1955 kg                                                                                 |
| Aceleración 0–100 km/h         | 8.9 s                                                                                   | 7.7 s                                                                                   | 7.7 s                                                                                   | 6.6 s                                                                                   | 5.2 s                                                                                   | 5.7 s                                                                                   |
| Velocidad máxima               | 221 km/h                                                                                | 240 km/h                                                                                | 210 km/h (Limitada electrónicamente)                                                    | 250 km/h (Limitada electrónicamente)                                                    | 250 km/h (Limitada electrónicamente)                                                    | 250 km/h (Limitada electrónicamente)                                                    |
| Consumo combinado (L/100 km)   | 4.1-4.2                                                                                 | 4.3-4.5                                                                                 | 4.1-4.2                                                                                 | 4.3-4.5                                                                                 | 5.1                                                                                     | 5.9                                                                                     |
| Norma anticontaminación        | Euro 6                                                                                  | Euro 6                                                                                  | Euro 6                                                                                  | Euro 6                                                                                  | Euro 6                                                                                  | Euro 6                                                                                  |

|                           |
| Audi A5 Cupé (desde 2016) |

|                                |
| Audi A5 Sportback (desde 2016) |

|                           |
| Audi S5 Cupé (desde 2016) |

|                                |
| Audi S5 Sportback (desde 2016) |

|                            |
| Audi RS5 Cupé (desde 2017) |